# Папа рельєна
Па́па рельє́на (ісп. papa rellena — наповнена картопля) — карибська страва, що складається з картопляного пюре, наповненого рубаним м'ясом, приправленим спеціями, і після наповнення обсмажена. Рецепти начинки страви в різних країнах можуть відрізнятися.
Класичний рецепт:
- Готується картопляне пюре.
- Фарш з додаванням капусти, рису, варених яєць та цибулі обсмажується.
- З пюре робиться коржик, нашпиговується начинкою, скочується в кулю, обвалюється в сухарях.
- Обсмажується в олії.

Страва досить сильно поширене в США в містах з великою карибською діаспорою, таких як Маямі і Тампа.